# Stazione di Fragneto Monforte
La stazione di Fragneto Monforte è la stazione ferroviaria della linea Benevento-Campobasso al servizio del comune di Fragneto Monforte.

## Storia
La stazione, inaugurata il 12 febbraio 1882, si trova sulla ferrovia Benevento-Campobasso. Negli anni 1970 venne chiuso lo scalo merci e nei novanta la stazione fu resa impresenziata.
Nel 2013 è stata chiusa assieme a tutta la ferrovia (quando la stazione era ancora servita da 6 treni al giorno), mentre dal 2017 entrambe sono nuovamente in esercizio, anche se solo a fini turistici.

## Strutture e impianti
La stazione è composta da un fabbricato viaggiatori a due piani con sala d'attesa e di tre binari, di cui due dotati di marciapiede per il transito dei treni, mentre il terzo è un tronchino per il ricovero dei merci. È presente anche un magazzino merci, ma in stato di abbandono.

## Movimento
La stazione ha avuto, dall'inizio della sua esistenza e fino al predominio del trasporto su gomma, un buon traffico sia passeggeri che merci, aiutata dalla posizione centrale rispetto all'abitato, che permetteva allo scalo di avere un minimo di traffico anche in tempi recenti.
È servita da regolari autobus sostitutivi (5 al giorno al 2024) e da saltuari treni storici di Fondazione FS Italiane, in particolare nel periodo del festival annuale delle mongolfiere a Fragneto Monforte.